# Visitenkarten

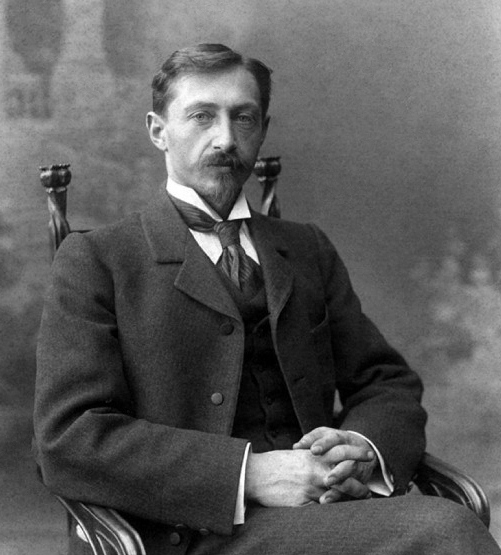
Iwan Bunin im Jahr 1901 auf einem Foto von Maxim Dmitrijew

Visitenkarten (russisch Визитные карточки, Wisitnyje kartotschki) ist eine Kurzgeschichte des russischen Nobelpreisträgers für Literatur Iwan Bunin, die am 5. Oktober 1940 vollendet wurde und 1943 in dem Sammelband Dunkle Alleen in New York erschien. Eine verheiratete Frau bricht aus ihrer unbefriedigenden Ehe aus.

## Inhalt
Frühherbst auf der Wolga: Ein erst zirka dreißig Jahre alter, aber bereits renommierter Schriftsteller kann sich auf dem Dampfer ein Billett erster Klasse leisten. Beim Promenieren auf Deck macht sich der große, kräftige Schriftsteller mit einer hübschen, schlanken, jungen alleinreisenden Frau – offenbar aus der dritten Klasse – bekannt. Er lädt die dem Anschein nach Minderbemittelte zum Frühstück ein. Es ergibt sich im ersten Sondierungsgespräch, die junge Frau mit den dünnen Waden hat in Swijashsk ihrer kürzlich verwitweten Schwester beigestanden und fährt heim zu ihrem langweiligen Ehemann, einen Beamten beim Landkreis. 
Der junge Schriftsteller bereut im weiteren Geplauder seine frühzeitige Eheschließung. Die Frau taut nach ein paar Wodkas auf und ermuntert den spendablen Gegenüber zu einem kleinen Abenteuer, für das es längst noch nicht zu spät sei. Gesagt, getan. Auf dem gemeinsamen Weg in die Kabine erzählt sie von der Armut in ihrer Jugend. Als Schülerin auf dem Lyzeum habe sie von Wohlhabenheit geträumt; wollte sich so gern Visitenkarten drucken lassen. Er küsst sie auf die Wange. Sie bietet ihm den Mund. In der Kabine zieht sie sich aus. Als sie nackt vor ihm steht und fröstelt, registriert er mit Wohlgefallen den Kontrast des doch schmächtigen Körpers zu den gut gebauten Oberschenkeln. Er legt sie hin. Entspannt erwartet sie ihn.
Als die Frau gegen Abend desselben Tages an ihrem Zielhafen von Bord geht, küsst er ihr die Hand.

## Deutschsprachige Ausgaben
Verwendete Ausgabe
- Visitenkarten. Deutsch von Erich Ahrndt. S. 367–374 in: Karlheinz Kasper (Hrsg.): Iwan Bunin: Dunkle Alleen. Erzählungen 1920–1953. 580 Seiten. Aufbau-Verlag, Berlin 1985